# Franz Bachér

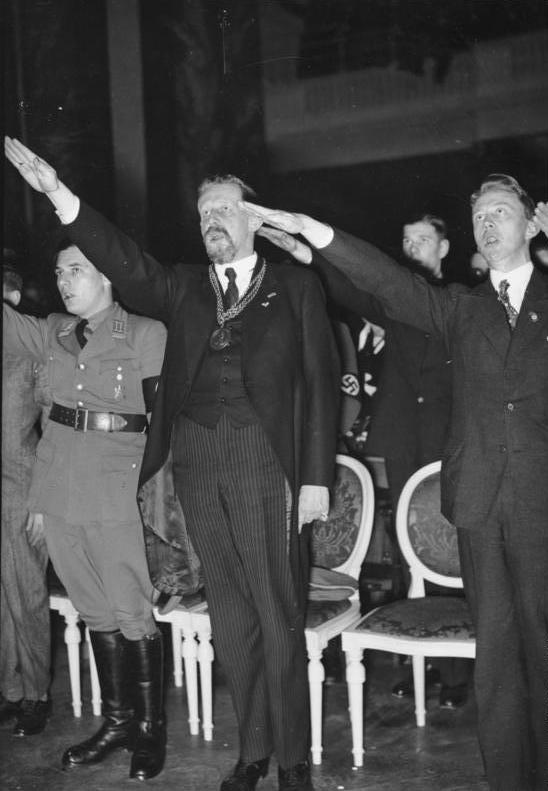
Franz Bachér (rechts), neben Eugen Fischer, links der Führer des Nationalsozialistischen Deutschen Studentenbundes, Derichsweiler (1934)

Franz Hermann Theodor Nils  Bachér (* 21. Mai 1894 in Kassel; † 15. Oktober 1987 in Salzburg) war ein deutscher Chemiker und Hochschullehrer.

## Leben
Franz Bachér war der Sohn des Chemikers Franz Bachér (1863–1957) und dessen Ehefrau Friederike (1868–1939), der jüngsten Tochter von Theodor Storm, und studierte seit 1912 Chemie in Marburg, Kiel und Rostock. Während seines Studiums wurde er 1912 Mitglied der Landsmannschaft Hasso-Borussia Marburg. Von 1914 bis 1918 nahm er als Kriegsfreiwilliger am Ersten Weltkrieg teil, seit 1915 als Leutnant. 1920 nahm Bachér am Kapp-Putsch teil. Von 1920 bis 1934 arbeitete er zunächst als Assistent, dann als Oberassistent am Chemischen Institut der Universität Rostock. 1921 wurde er in Rostock promoviert. 1928 habilitierte er sich. Zum 1. März 1932 trat Bachér der NSDAP bei (Mitgliedsnummer 985.130). 1934 war er zeitweise Führer der Dozentenschaft an der Universität Rostock. Von 1934 bis 1945 lehrte Bachér als ordentlicher Professor für Organische Chemie an der TH Berlin. Von 1935 bis 1937 war er Leiter der Hochschulabteilung im Amt Wissenschaft des Reichsministeriums für Wissenschaft, Erziehung und Volksbildung. Nach dem Ende des NS-Regimes wurde Bachér aus politischen Gründen entlassen und 1950 entnazifiziert. Seit 1954 war er erneut als Ordinarius (ordentlicher Professor) an der Technischen Universität Berlin tätig. 1959 wurde er emeritiert.
Bachér war der Vater der Schriftstellerin Ingrid Bachér und des Journalisten Peter Bachér.